# Villa Hügel
La Villa Hügel es una mansión del siglo XIX situada en Bredeney, ahora parte de Essen, Alemania. Fue construida por el industrial Alfred Krupp en 1870-1873 como su residencia principal, siendo la residencia de la familia Krupp hasta después de la Segunda Guerra Mundial. Más recientemente, el edificio ha albergado las oficinas de la Fundación Cultural Ruhr, una galería de arte, el archivo histórico de la familia y empresa Krupp, y una sala de conciertos.
La palabra alemana Hügel significa simplemente "colina", ya que la villa se encuentra en lo alto de una pequeña elevación del terreno. La mansión también es conocida como Villa Krupp, en honor a la familia.

## Historia

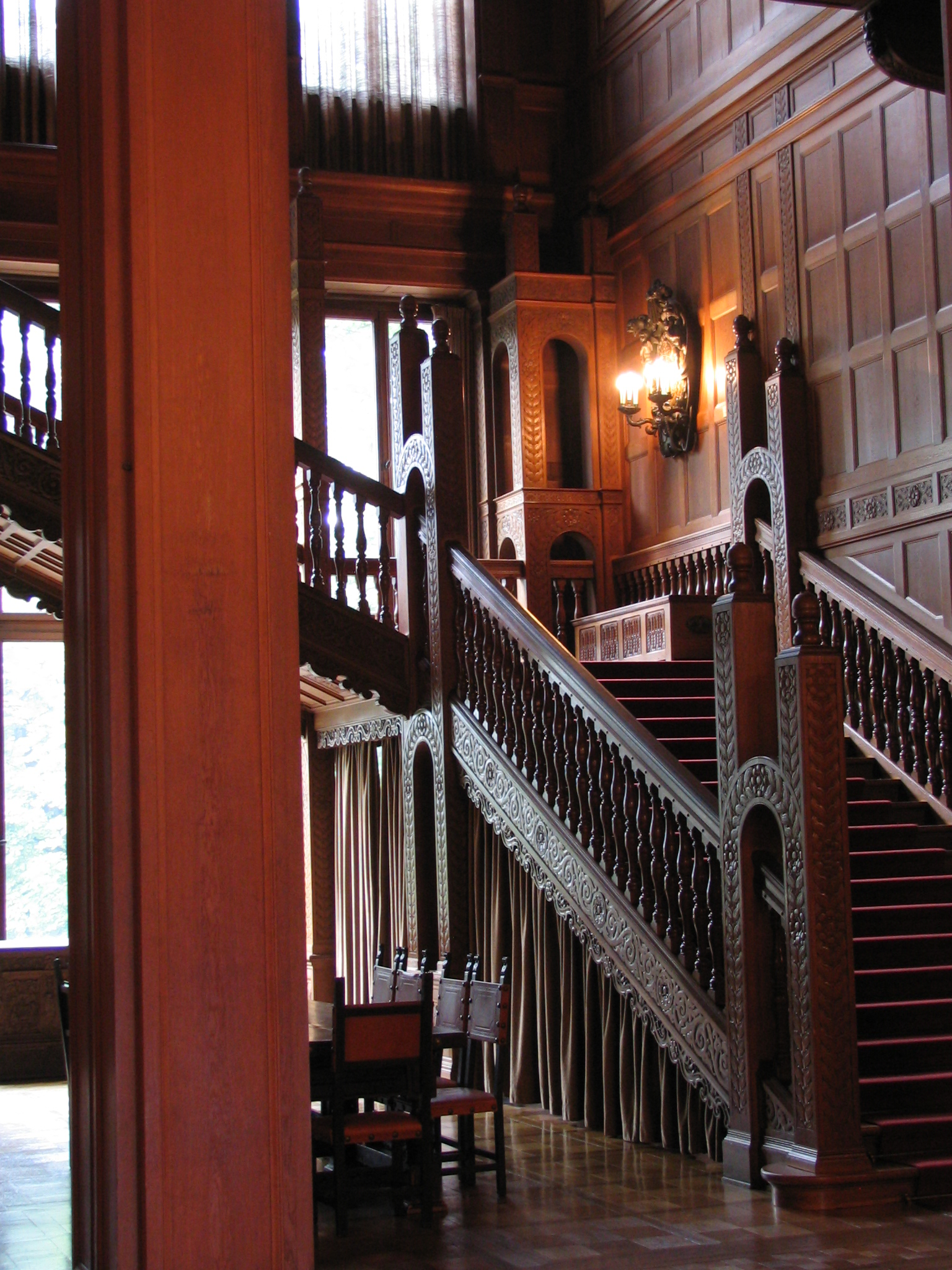
Escalera interior

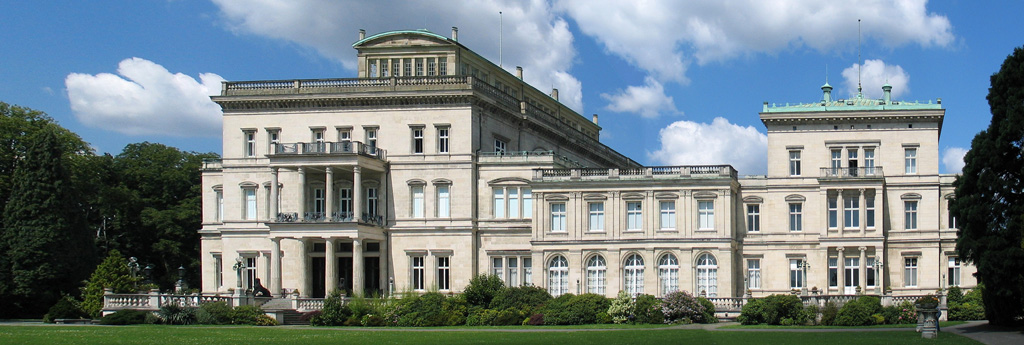
Villa Hügel

En 1864 Alfred Krupp compró Klosterbuschhof, un antiguo monasterio situado en las alturas sobre Breydeney, y lo reconstruyó como residencia para su familia. Durante los años siguientes, compró las parcelas que rodeaban la finca, y en 1869 colocó un anuncio en el Deutsche Bauzeitung solicitando un arquitecto que debía convertir las ideas de Krupp para una "gran villa" en un proyecto viable. Varios arquitectos trabajaron en el proyecto durante los años siguientes. El propio Krupp intervino continuamente en el trabajo con nuevas ideas. Su enfoque se centró en gran medida en una casa moderna y eficiente: los elementos de adorno eran secundarios para él, y consideraba que la mayoría de las características arquitectónicas ornamentales eran superfluas.
Los cimientos se colocaron en abril de 1870 y hasta 800 personas trabajaron en el proyecto de construcción a la vez. Como Alfred Krupp quería una casa muy moderna, la villa estaba destinada a ser a prueba de fuego; y se aisló concienzudamente del sol directo, del viento, del frío y del calor. Contaba con ventanas de doble acristalamiento, calefacción de agua y una forma temprana de aire acondicionado. Se pretendía que la temperatura se pudiera ajustar de forma independiente para cada habitación. En las cercanías se erigió un gran complejo de edificios de apoyo, incluidas instalaciones privadas de agua y de gas.
Krupp presionó para que se completara rápidamente, aunque la Guerra franco-prusiana y la presencia de unas antiguas galerías mineras que se derrumbaban debajo del edificio retrasaron la construcción. El 10 de enero de 1873, la familia se mudó a la nueva residencia, aunque algunas de las instalaciones técnicas todavía no funcionaban correctamente, por lo que los trabajos continuaron durante un tiempo.
Alfred Krupp murió en 1887. La familia continuó usando la Villa Hügel y Friedrich Alfred Krupp y su esposa Margarethe hicieron algunos cambios significativos en la casa, agregando una suntuosa ornamentación. Entre otros jefes de Estado y monarcas que visitaron la casa, se puede citar al emperador Guillermo II de Alemania, que se alojó nueve veces en la Villa Hügel. La apariencia actual del edificio se debe principalmente a Bertha (nieta de Alfred) y a su esposo Gustav Krupp, que contrataron a Ernst von Ihne para trabajar en el edificio después de 1912. Ihne agregó paneles de madera en el interior, y los propietarios amueblaron la villa con numerosas obras de arte.
Un anexo llamado la Casa Pequeña (Kleines Haus), que contiene sesenta habitaciones, se utilizó para confinar a Alfried Krupp von Bohlen und Halbach después de la Segunda Guerra Mundial. Algunas partes de la villa se utilizaron para albergar a los miembros británicos de la Comisión de Control Aliada en 1946.

## Descripción
La casa tiene 269 habitaciones y ocupa 8100 metros cuadrados (9687,5 yd²). Está situada en un parque de 28 hectáreas (69,2 acre) con vistas sobre el río Ruhr y al lago Baldeneysee.
El complejo principal consta de la Wohnhaus ("residencia") de tres pisos, coronada por un belvedere, que originalmente contenía los conductos de aire acondicionado, y una "casa de huéspedes" también de tres pisos. Ambos edificios estaban conectados por una galería ajardinada, convertida en un edificio de dos pisos. La construcción se apoya sobre una estructura de hierro, una disposición muy moderna para la época. El estilo general del edificio original era un ejemplo muy austero de una villa de finales del periodo neoclásico; los cambios posteriores agregaron más ornamentación. El interior de las plantas baja y segunda del edificio principal está dominado por la sala principal de 400 metros cuadrados (478,4 yd²). Por el contrario, las habitaciones del primer piso (que no está abierto al público) se mantuvieron con su aspecto original relativamente sencillo.

## Uso actual
La Villa Hügel está abierta al público. Su sala habitualmente acoge conciertos de la Orquesta de Cámara Folkwang de Essen, y también se utiliza para exposiciones.

## Enlaces externos

Ruta del Patrimonio Industrial del Ruhr